# NGC 3507
NGC 3507 (другие обозначения — UGC 6123, MCG 3-28-53, ZWG 95.100, KCPG 263B, PGC 33390) — спиральная галактика с перемычкой (SBb) в созвездии Льва. Открыта Уильямом Гершелем в 1784 году.
NGC 3507 удалена на 16 мегапарсек от Млечного Пути. В галактике наблюдается рентгеновское излучение, спектр которого не удаётся описать степенным законом. Излучение приходит как из ядра, так и из окружающей области, полная светимость составляет 1,07⋅1039 эрг/с. Также наблюдается и излучение в радиодиапазоне. Ядро галактики проявляет активность типа LINER. В галактике обнаружено 90 группировок молодых звёзд (англ. young star groupings).
Этот объект входит в число перечисленных в оригинальной редакции «Нового общего каталога».
Галактика NGC 3507 входит в состав группы галактик NGC 3507. Помимо NGC 3507 в группу также входят UGC 6095, UGC 6112, UGC 6171, UGC 6181 и NGC 3501.